# Niški simfonijski orkestar
Niški simfonijski orkestar (srp. ćir. Нишки симфонијски оркестар) je simfonijski orkestar smješten u Nišu, u Srbiji. Niški simfonijski orkestar je najstariji orkestar u Srbiji koji nije iz Beograda, pa je stoga vrlo cijenjen.

## Povjesnica
Kao samostalna ustanova u kulturnoj djelatnosti formiran je 1960. godine od tzv. »muzičke grane« Narodnoga pozorišta u Nišu, te dobio naziv Niška filharmonija (srp. ćir. Нишка филхармонија), potle Gradski simfonijski orkestar (srp. ćir. Градски симфонијски оркестар), da bi naposljetku djelovao pod današnjim imenom.

## Vanjske poveznice
- Službena stranica (srp.)
- Simfonijski orkestar na www.nistourism.org.rs (srp.)